# 20th Century Home Entertainment
20th Century Home Entertainment (ранее известная как 20th Century Fox Home Entertainment) — лейбл домашнего видео Walt Disney Studios Home Entertainment, который выпускает фильмы, выпущенные 20th Century Studios, Searchlight Pictures и 20th Century Animation, а также телесериалы 20th Television, Searchlight Television и 20th Television Animation.
Компания основана в 1976 году. Она служила собственным подразделением по распространению домашнего видео Fox Entertainment Group. 20 марта 2019 года The Walt Disney Company приобрела 21st Century Fox, и в результате деятельность 20th Century Home Entertainment была преобразована в собственное подразделение Disney. В настоящее время она работает как лейбл Walt Disney Studios Home Entertainment, а также выпускает игры других студий, с которыми она ранее имела дистрибьюторские сделки.

## История

### 20th Century-Fox Video (1981-1982)

Логотип 20th Century-Fox Video.

Magnetic Video была основана в 1967 году Андре Блеем. Magnetic Video лицензировала 50 фильмов от 20th Century Fox, включая «Звук Музыки» и «Паттон», через Twentieth Century-Fox Telecommunications. Фильмы были выпущены под маркой Magnetic Video на кассетах и продавались через рекламу на задней странице в TV Guide.
Блей продал Magnetic Video 20th Century Fox в 1979 году, что сделало компанию первым подразделением домашнего видео крупной голливудской студии. Блей продолжал работать в качестве президента и генерального директора дочерней компании. Работая непосредственно с сетью Plitt Theatres в начале 1980 года, они запустили пилотную программу по продаже видеокассет через лобби кинотеатров. Через дистрибьютора аналогичная программа была создана с United Artists Theaters.
В марте 1982 года Magnetic Video изменила свое название на 20th Century-Fox Video, Inc., хотя штаб-квартира по-прежнему находилась в Фармингтон-Хиллз, штат Мичиган. Тем не менее, в то время Блей был вынужден уйти, а президент и генеральный директор телекоммуникационного подразделения Стив Робертс взял на себя ответственность за TCF Video.
За это время 20th Century-Fox Video выпустила несколько фильмов, включая «Доктор Ноу», «За пригоршню долларов», «Рокки», Отбой", «Только для твоих глаз», «Омен 3: Последняя битва», «Chu Chu and the Philly Flash», «Клетка для чудаков 2» и «Звёздные войны. Эпизод IV: Новая надежда». В то время как ленты для продажи были в больших коробках, которые позже использовались CBS/Fox в первые годы, ленты Video Rental Library были упакованы в черные чехлы с раскладушками. Аналогичные подходы были приняты другими компаниями.

### CBS/Fox Video/Fox Video (1982–2001)
CBS/Fox Video была основана в июне 1982 года в результате слияния TCF Video с CBS Video Enterprises; сделка была заключена после того, как Metro-Goldwyn-Mayer, которая недавно объединилась с United Artists, решила удалить CBS в качестве партнера MGM/CBS Home Video, которая впоследствии была переименована в MGM/UA Home Video. Об этом было публично объявлено 18 июня 1982 года, где они объявили, что 40-акровый кино- и производственный объект CBS в Студио-Сити, штат Калифорния (ныне известный как CBS Studio Center) будет управляться обеими компаниями. В процессе CBS и Fox продолжали самостоятельно поставлять программы для рынка домашнего видео, в то время как CBS/Fox поставляли фильмы из киностудий.
Робертс оставался главой совместного предприятия, но был заменён на посту президента в январе 1983 года бывшим исполнительным директором Columbia Pictures Ларри Хилфордом. Хилфорд был словесным критиком бизнеса по прокату видео, но когда ситуация вышла из-под их контроля, он попытался заставить ситуацию работать на них. CBS/Fox и другие домашние видеоблоки повысили цены на кассеты примерно на 67 %, чтобы максимизировать доход. Они также переехали, чтобы поощрить клиентов покупать, а не сдавать в аренду. В рамках этого CBS/Fox обратились к существующим розничным сетям для прямых продаж. Toys "R" Us и Child World подписали первые прямые сделки в июле 1985 года с CBS/Fox. Walt Disney Home Video вскоре также заключила прямую сделку с Toys «R» Us.
В конце 1990 года CBS/Fox сообщили, что они контролируют 6,5 % рынка домашнего видео и сообщили о доходах в размере 249 миллионов долларов.
В марте 1991 года была проведена реорганизация компании, которая даст Fox больший контроль над совместным предприятием. Все функции дистрибуции CBS/Fox были переданы недавно созданному FoxVideo, который также возьмёт на себя эксклюзивное распространение всех продуктов 20th Century Fox. CBS начала выпускать свои продукты под названием «CBS Video» (которое редко использовалось с 1970-х годов), с CBS/Fox занимается маркетингом и дистрибуцией FoxVideo. CBS/Fox сохранит лицензию на нетеатральные продукты от третьих лиц, в том числе от BBC Video и NBA.
FoxVideo управлялась президентом Бобом Делеллисом, нанятым в 1984 году в CBS/Fox, и повышенным до вице-президента и президента группы в 1991 году. С ожидаемым повторным просмотром FoxVideo снизил цены на семейные фильмы, начиная с июня 1991 года с фильма «Один дома» по предлагаемой цене по прейскуранту 24,98 долларов, чтобы стимулировать покупку вместо аренды.
Прибытие Билла Механика в 1993 году из Walt Disney Home Video в качестве нового руководителя Fox Filmed Entertainment увидело новые планы по продвижению Fox вперед, включая FoxVideo. Тем не менее, Делеллис первоначально остался один, так как Механик был занят созданием нескольких творческих подразделений в Fox. Механик был тем, кто установил стратегию моратория «Vault» в Disney. «Миссис Даутфайр» была выпущена вскоре после прибытия Механика с проданной ценой и превзошла прогнозы продажи на 10 миллионов копий.

### 20th Century Fox Home Entertainment (1995–2020)
16 марта 1995 года компания была переименована в Twentieth Century Fox Home Entertainment (также называемую просто Fox Home Entertainment) с добавлением к Fox Video дистрибьюторских операций, тремя другими лейблами (Fox Kids Video, CBS Video и CBS/Fox Video) и двумя новыми медиа-объединениями, Fox Interactive и Magnet Interactive Studios. Общий доход расширенного бизнес-подразделения составил бы более 800 миллионов долларов, а FoxVideo предоставил бы основную сумму в 650 миллионов долларов. Механик сохранил Делеллиса в качестве президента североамериканской операции расширенного подразделения, а Джефф Яп стал международным президентом. К маю 1995 года Fox заключила контракт с Magnet по всему миру на 10-12 наименований до 1996 года. TCFHE также будет отвечать за DVD, когда они появятся на рынке. Механик заставил Fox Home Entertainment ввести стратегию моратория с выпуском в августе 1995 года трёх оригинальных фильмов «Звёздных войн», дав им окно продаж, прежде чем навсегда уйти с рынка; четыре месяца для «Новой Надежды» и до осени 1997 года для фильма «Империя наносит ответный удар» и «Возвращение джедая». Продажи превысили 30 миллионов копий, оправдав ожидания. В 1996 году в выпуске компании «Дня независимости» было продано 18 миллионов копий, что сделало его самым продаваемым в отрасли домашнего видео. В 1996 году Saban Entertainment, которая покинула WarnerVision Entertainment, подписала контракт с компанией на дистрибуцию.
С уходом ДеЛеллиса в мае 1997 года Fox Home Entertainment возглавляла быстрая смена президентов: Япп в течение четырёх месяцев, прежде чем он ушёл, чтобы возглавить Hollywood Video, а затем временно исполняющего обязанности президента — Пэт Уайатт, главу Twentieth Century Fox Licensing & Merchandising, в сентябре 1997 года. Поскольку DVD был собственностью Warner Home Video, компания изначально не выпускала DVD; вместо этого Fox выступала за цифровые VHS-кассеты (которые в конечном итоге стали неясным D-Theater), а затем одноразовым DIVX. DIVX, вариант DVD, который имел ограниченное время просмотра, запущенный цепочкой бытовой электроники Circuit City в июне 1998 года. С низкой стоимостью DVD на уровне 20 долларов и DIVX на уровне 4,50 долларов, а также желательностью для потребителей владеть DVD-дисками, формат DVD быстро победил DIVX. Глава News Corp. Руперт Мердок хотел заключить сделку с Time Warner Cable, чтобы обеспечить более низкую позицию канала для тогдашнего нового Fox Family Channel, поэтому Механик принял DVD-формат, чтобы сгладить сделку.
К 1998 году Уайатт стал постоянным президентом Twentieth Century Fox Home Entertainment. Затем Уайатт стал главой Fox Consumer Products, которая объединила подразделение по видео и лицензированию. В конце концов, Уайатту пришлось отказаться от лицензирования, так как процветал блок домашнего видео. Продажи DVD были настолько сильны в тот период, что они учитывались в кинотеатрах с зелёным освещением. Уайатт реорганизовал Fox Home Entertainment и установил партнёрские отношения с репликатором Cinram. Опередив другие студии, TCFHE начала привлекать дополнительные внешние лейблы в качестве дистрибьюторских клиентов, а их сборы покрывали накладные расходы компании. Fox Home Entertainment получила несколько наград «Вендор года». Система Уайатта была большим преимуществом в течение многих лет. Бизнес TV-on-DVD был инициирован Уайеттом путём выпуска целых сезонов «Секретных материалов», «Симпсонов» и «24 часов», которые положили начало концепции просмотра выпивки. Тем не менее, бизнес по прокату видеокассет снижался, так что сети проката видео подписали сделки о распределении доходов со студиями, поэтому дополнительные копии хитов могут быть доставлены по более низкой цене и могут делиться продажами для большей удовлетворенности клиентов.
Механик покинул Fox в июне 2000 года, а Уайатт подал в отставку в декабре 2002 года. Джим Янопулос заменил Механика, в то время как исполнительный вице-президент по внутреннему маркетингу и продажам Майк Данн сменил Уайатта. Уайатт ушёл, чтобы основать компанию по производству и финансированию анимационных программ в японском стиле.
В 2004 году 20th Century Fox передала театральное распространение, но получила права на домашнее видео на фильм «Страсти Христовы». Было продала 15 миллионов DVD-дисков. TCFHE продолжала получать дополнительные права на домашнее видео христианских фильмов для таких фильмов, как «Мать Тереза Калькуттская» и документальный фильм «За воротами великолепия». После тестирования 2005 года на веб-сайте Fox Faith в 2006 году 20th Century Fox Home Entertainment запустила свой собственный бренд для производства религиозных фильмов с таким же названием.
С 1 октября 2005 года 20th Century Fox Scandinavia была разделена на две компании, 20th Century Fox Theatrical Sweden и 20th Century Fox Home Entertainment Scandinavia. В подразделении Home Entertainment Scandinavia Питер Паумгардхен был назначен управляющим директором и подчинялся Гэри Фергюсону, старшему вице-президенту 20th Century Fox Home Entertainment.
К 2005 году DVD находился в упадке, и рост HDTV потребовал нового формата с высоким разрешением; Fox и половина студий поддержали Blu-ray, в то время как другая половина поддержала HD DVD, а некоторые планировали выпустить релизы в обоих форматах. В конце 2006 года компания начала выпускать свои фильмы на Blu-ray. Blu-ray выиграл войну форматов в 2008 году, но с ростом популярности потоковых сервисов и Великой рецессией ожидаемого оттока продаж дисков так и не произошло. В 2006 году анимационная студия DIC Entertainment заключила сделку со студией на выпуск определённых мультфильмов на DVD.
После того, как в 2006 году Metro-Goldwyn-Mayer перенесла свою дистрибуцию домашнего видео на TCFHE, к этому времени компания заняла второе место после Warner Bros. и опередила Walt Disney и провела свой лучший год. В октябре Fox Home Entertainment выпустила первую цифровую копию вместе с DVD со специальным изданием фильма "Крепкий орешек 4.0. Издание «Аватара» на Blu-ray 2010 года стало самым продаваемым в этом году и лучшие продажей среди Blu-ray дисков с 5 миллионами проданных копий. В 2011 году Fox выпустила на Blu-ray полную двойную трилогию «Звёздные войны» на 9 дисках, премиальный набор, проданный в 1 миллион копий в первую неделю в магазинах, принеся 84 миллиона долларов валовых продаж.
В ответ на то, что Warner Bros., Sony и MGM в мае 2012 года выпустили по запросу серии DVD-R-изданий старых фильмов без излишеств, TCFHE начала выпускать свою серию «Cinema Archives». К 30 ноября 2012 года архивный сериал выпустил 100 фильмов. Fox Home Entertainment также начала политику ранних окон, когда цифровая версия была выпущена через цифровых розничных продавцов за две или три недели до появления дисков и была запущена «Прометейем» в сентябре 2012 года. Это также положило начало программе Fox Digital HD, где клиенты могли загружать или транслировать 600 фильмов Fox на подключенных устройствах по цене менее 15 долларов за фильм через несколько основных платформ. Однако Digital HD вскоре был прекращён, так как в 2012 году был представлен 4K или Ultra HD. В 2014 году при 20th Century Fox Home Entertainment был создан высокотехнологичный аналитический центр Fox Innovation Lab.
В сентябре 2015 года был представлен первый проигрыватель Ultra HD Blu-ray, в результате чего будущие фильмы TCFHE будут выпущены в тот же день на Ultra HD Blu-ray, что и обычные Blu-ray и DVD. Первые фильмы Ultra HD Blu-ray были выпущены в марте 2016 года, при этом Fox была одной из четырёх участвующих студий; Fox имела наибольшее количество наименований с 10.
В декабре 2016 года Данн добавил ещё одну должность: президент по стратегии продукта и развитию потребительского бизнеса. Данн был заменён TCFHE в марте 2017 года Киту Фельдману, который взял на себя старший титул президента домашнего видео по всему миру. Ранее Фельдман был президентом по всемирной дистрибуции домашнего видео, а до этого президентом международных домашнего видео.

### 20th Century Home Entertainment (приобретение Disney: 2020–2024)
14 декабря 2017 года было предложено приобрести 21st Century Fox компанией Disney. После того, как была одобрена заявка Comcast и встречная заявка Disney. 20 марта 2019 года Disney взяла на себя большую часть 21st Century Fox, включая 20th Century Fox Home Entertainment. 17 января 2020 года Disney убрала название «Fox» из нескольких приобретенных активов 21st Century Fox (чтобы избежать путаницы с Fox Corporation), включая переименование 20th Century Fox Home Entertainment в 20th Century Home Entertainment. Disney также перенесла 20th Century Fox Home Entertainment в своё существующее подразделение Walt Disney Studios Home Entertainment, чтобы использоваться исключительно в качестве бренда для фильмов и сериалов 20th Century Studios, Searchlight Pictures, 20th Television, Blue Sky Studios, 20th Century Animation, Searchlight Television, 20th Television Animation и FX Productions. Кроме того, логотип 20th Century Studios теперь служит всеобъемлющим логотипом для 20th Century Home Entertainment.
В результате приобретения компанией Disney 21st Century Fox срок действия сделки MGM с 20th Century истек и был передан Warner Bros. Home Entertainment 30 июня 2020 года.
После запуска Disney+ в 2019 году и его международного расширения в последующие годы, Walt Disney Studios Home Entertainment (которая распространяла игры 20th Century & Searchlight с 2020 года) начала прекращать физическое распространение в некоторых регионах, таких как Латинская Америка, Австралия, Новая Зеландия, Россия, Греция, Индия, Ближний Восток, Португалия, Азия (за исключением Японии), Венгрия и Румыния, или позволять другим компаниям распространять продукцию на определённых международных рынках, таких как Великобритания (Elevation Sales), Польша (Галапагосы), Чехия (Magic Box), Испания (Divisa Films), Италия (Eagle Pictures), Скандинавия (SF Studios), Франция и Бенилюкс (ESC Distribution), Германия и Австрия (Leonine Studios) и Япония (Happinet)..

### 20th Century Home Entertainment (соглашение о дистрибуции с Sony: 2024-н.в.)
В феврале 2024 года Disney заключила соглашение о распространении домашнего видео с Sony Pictures Home Entertainment, в соответствии с которым Sony будет заниматься производством и распространением физических медиа Disney в США и Канаде. Первым фильмом 20th Century Studios, выпущенным Sony, был домашний релиз фильма «Омен. Первое знамение» 30 июля 2024 года.

## Каталог

### Главный
20th Century Studios Home Entertainment используется в качестве лейбла домашнего видео для продуктов, выпущенных под марками 20th Century Studios, Searchlight Pictures, 20th Century Animation, 20th Television, Searchlight Television, 20th Television Animation и Touchstone Television, наряду с другими собственными материалами. Она также распространяет фильмы для Annapurna Pictures в рамках пакта о распространении, который начался 11 июля 2017 года.
Самыми продаваемыми DVD-изданиями являются различные сезоны «Симпсонов».

### Соглашения о дистрибуции

#### Pathé
26 июля 1993 года видеооперации Fox Home во Франции функционировали как совместное предприятие. Первоначально совместное предприятие было между Fox, Pathé и Le Studio Canal+ под названием PFC Video (Pathé Fox Canal). В январе 2001 года StudioCanal вышла из предприятия, чтобы начать распространять релизы через Universal Pictures Video (а затем самостоятельно распространять их релизы), и EuropaCorp присоединилась к совместному предприятию, которое было переименовано в Fox Pathé Europa. Судьба предприятия в настоящее время неизвестна после покупки Fox у Disney, так как Pathé в настоящее время самостоятельно распространяет свои домашние видеорелизы.
С 1996 года Fox также является дистрибьютором цифрового и домашнего видео фильмов Pathé в Великобритании, после того, как последняя приобрела Guild Home Video в том же году. В то время Fox выпустила продукцию Guild, а также управляла арендным совместным предприятием под названием Fox Guild Home Entertainment, которое позже было переименовано в Fox Pathé Home Entertainment. Это физическое и цифровое соглашение позже ненадолго перешло на Walt Disney Studios Home Entertainment, а потом истекло 30 июня 2021 года, после того, как Pathé подписала новое партнрское соглашение с Warner Bros. Entertainment UK.

#### Paramount Global
В 2013 году 20th Century Fox Home Entertainment объявила о партнёрстве с Paramount для создания Fox-Paramount Home Entertainment на скандинавском рынке. В 2020 году компания была закрыта.

#### Metro-Goldwyn-Mayer
В 1999 году, после прекращения всемирной сделки с Warner Home Video, MGM продала свои международные права на домашнее видео Fox, что позволило компании выпускать фильмы MGM за пределами Северной Америки.
В мае 2003 года MGM восстановила полные права на распространение своей продукции в таких регионах, как Австралия, Франция, Германия и Великобритания, хотя Fox будет продолжать распространять фильмы для MGM в большинстве развивающихся регионов.
В 2006 году MGM подписала всемирное дистрибьюторское соглашение с Fox, восстановив права на международном уровне. TCFHE и MGM продлили свою сделку по распространению домашнего видео в 2011 году и июне 2016 года, срок её действия истёк 30 июня 2020 года и Warner Bros. Home Entertainment и после этого взяла выпуск домашнего видео на себя. По состоянию на 2021 год Studio Distribution Services, LLC., совместное предприятие Warner Bros. Home Entertainment и Universal Pictures Home Entertainment распространяются в Северной Америке, с релизами, чередующимися между двумя компаниями.

#### Entertainment One
После предыдущего соглашения о выпуске домашнего видео в Австралии и Испании 24 февраля 2016 года Entertainment One (eOne) и 20th Century Fox Home Entertainment подписали новое многотерриториальное дистрибьюторское соглашение. Соглашение предусматривало создание совместного дистрибьюторского предприятия в Канаде. В Великобритании, Ирландии, Нидерландах, Бельгии, Люксембурге, Испании и Австралии Fox будет управлять существующей дистрибуцией домашнего видео eOne.
26 марта 2019 года, после покупки Fox Disney, Entertainment One разорвала свою сделку с Fox и вскоре после этого подписала многонациональный дистрибьюторский контракт с Universal Pictures Home Entertainment.

#### Другие сделки в США
В США компания также распространяла продукцию Relativity Media, Atlas Film Distribution, EuropaCorp U.S.A., Annapurna Pictures и Yari Film Group.
Она также когда-то служила американским дистрибьютором телевизионной и/или кинопродукции, выпущенной BBC Video, до тех пор, пока права на распространение в Северной Америке не истекли в 2000 году и не были переданы Warner Home Video; BBC самостоятельно распространяла свои собственные DVD-диски на континенте с 2017 года.
Они были дистрибьюторами игр Saban Entertainment с момента приобретения Fox в 1996 году до продажи студии Disney в 2002 году.
В 2006 году, после закрытия своего подразделения по самодистрибуции, HIT Entertainment подписала контракт по выпуску домашнего видео с Fox. В 2008 году HIT перевела внутреннюю дистрибуцию в Lionsgate Home Entertainment.
В 2006 году, с успешными продажами сериала «Strawberry Shortcake» от DIC Entertainment в США, Fox подписала контракт на домашнее видео с American Greetings в 2007 году, который также включал франшизы «Заботливые мишки» и «Sushi Pack». В 2009 году AG перешла на дистрибуцию Lionsgate Home Entertainment, за исключением Strawberry Shortcake, которая осталась под управлением Fox.
С 2006 по 2009 год компания также заключила дистрибьюторскую сделку с DIC Entertainment для мультсериалов «Заботливые мишки», «Мадлен», «Инспектор Гаджет» и «Денис-непоседа».
В 2008 году WWE Studios подписала контракт с 20th Century Fox, что позволило ей ежегодно распространять один театральный фильм и четыре видеофильма.